# Jokkmokks sparbank
Jokkmokks sparbank (Nova Sparbank från 1998) var en sparbank i Jokkmokk mellan år 1900 och 2000.
Reglemente för Jockmocks sparbank hade stadsfästs av konungens befallningshavande den 21 december 1899 och verksamheten kunde inledas nästa år. Huvudkontoret var inledningsvis bara öppet en timme på lördagar.
Vid 1960-talets början fanns det tretton sparbanker i Norrbottens län. Under 1960- och 1970-talen skulle de flesta av länets sparbanker gå upp i antingen Länssparbanken Norrbotten eller Pitedalens sparbank. Från 1976 var Jokkmokks sparbank den enda kvarvarande sparbanken som inte uppgått i någon av dessa två större sparbanker.
Vid bildandet av Föreningssparbanken erbjöds lokala sparbanker att köpa den tidigare Föreningsbankens kontor i respektive område. De flesta sparbanker tackade ja till detta, men Jokkmokks sparbank var en av tre sparbanker att avstå från erbjudandet. Samtidigt (1998) beslutades det att banken skulle byta namn till Nova Sparbank.
År 2000 beslutades det att Nova Sparbank skulle gå ihop med den större Pitedalens sparbank för att bilda Sparbanken Nord (inledningsvis användes arbetsnamnet Sparbanken Nordia).

## Källhänvisningar
1. ↑  Bidrag till Sveriges officiela statistik. Y) Sparbanksstatistik. I. Sparbanker och Folkbanker. Statistiska centralbyråns underdåniga berättelse för år 1900., sid. II
2. ↑  Sparbankerna 1976, Statistiska centralbryån, 1977
3. ↑  Årsredovisning 1998 Arkiverad 15 oktober 2016 hämtat från the Wayback Machine., Föreningssparbanken, s. 16
4. ↑  ”Jokkmokksbank nekar samgående”. Dagens Nyheter. 27 augusti 1998. http://www.dn.se/arkiv/ekonomi/jokkmokksbank-nekar-samgaende/.
5. ↑  ”Sparbanker i Norrbotten slås ihop”. Dagens Nyheter. 27 september 2000. http://www.dn.se/arkiv/ekonomi/sparbanker-i-norrbotten-slas-ihop/.